# José Albano Fragoso

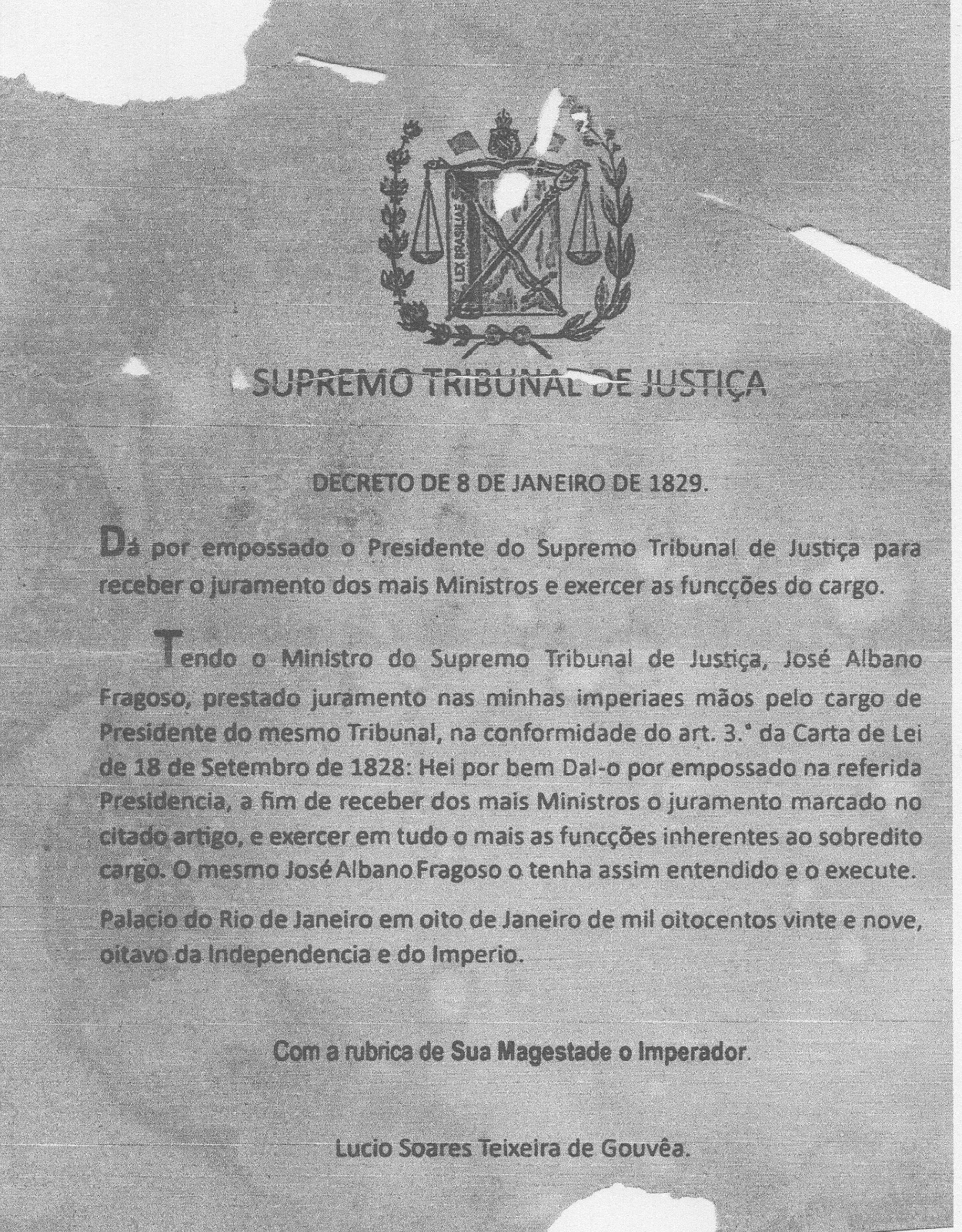
Sua posse como presidente da Suprema Corte Jurídica do Brasil em 8 de janeiro de 1829.

José Albano Fragoso (São João Batista do Lumiar, 28 de outubro de 1768 — Niterói, 17 de setembro de 1843) foi um jurista português, radicado no Brasil e primeiro presidente do Supremo Tribunal de Justiça (hoje Supremo Tribunal Federal) do Brasil na época do Império.
Graduou-se em direito no dia 22 de julho de 1789 pela Universidade de Coimbra. Já no mesmo ano, no dia 19 de outubro é nomeado ouvidor e, posteriormente, desembargador do Rio de Janeiro, cargo que ocupou até 13 de maio de 1808, quando foi promovido a Desembargador Ordinário Extravagante da Casa da Suplicação do Brasil, sendo agraciado em 11 de agosto com o hábito da Ordem de Cristo.
Em 14 de agosto de 1809 foi nomeado para o recém-criado cargo de Juiz Conservador da Real Junta do Comércio, Agricultura, Fábricas e Navegação do Estado do Brasil e Domínios Ultramarinos. Em 17 de dezembro de 1814 foi nomeado Desembargador dos Agravos da Casa da Suplicação.
Em 1817 foi transferido para Pernambuco, onde foi nomeado juiz de todas as diligências daquele estado.
Voltou para o Rio de Janeiro em 1818, após sua nomeação, em 6 de fevereiro, para o cargo de Corregedor do Crime da Corte e Casa e, em 16 de abril do mesmo ano o rei Dom João VI o agraciou com o foro de Fidalgo Cavaleiro da Casa Real.
No ano de 1820 é assassinada Gertrude Petra Carneiro Leão, esposa de um rico e conhecido comerciante do Rio de Janeiro, Fernando Carneiro Leão, com um tiro de arcabuz, próximo à sua casa, no Catete. José Albano Fragoso foi nomeado para conduzir o processo, mas o crime nunca chegou a ser esclarecido. Especula-se que o assassinato tenha sido encomendado por Carlota Joaquina, amante de Fernando Carneiro Leão, posteriormente nomeado Barão e Conde de Vila Nova de São José.
Foi agraciado pelo Imperador Dom Pedro I com a comenda da Ordem de Cristo em 12 de outubro de 1827 e com o oficialato da Imperial Ordem do Cruzeiro em 23 de outubro de 1829.
Em 18 de setembro de 1828 foi criado o Supremo Tribunal de Justiça do Brasil, que iniciou suas atividades no dia 8 de janeiro de 1829. José Albano Fragoso foi nomeado seu primeiro presidente por Dom Pedro I. Passados os três anos regimentais no cargo, foi substituído pelo Visconde de Congonhas do Campo, passando a atuar como ministro.
O governo imperial, em 14 de outubro de 1842 editou um decreto aposentando o ministro. Indagado sobre o motivo pelo Senado, o ministro da justiça Paulino José Soares de Sousa informou que José Albano Fragoso não mais comparecia às sessões do tribunal, por moléstia e devido à idade avançada, e que o tribunal não mais estava realizando sessões devido à falta de ministros. O processo de aposentadoria não chegou a ser concluído, devido ao falecimento do ministro em 17 de setembro de 1843, na localidade de Porto do Maia, município de Niterói, Rio de Janeiro.
José Albano Fragoso foi sepultado na Igreja da Conceição, em Niterói e seu óbito está registrado na Igreja de São João Batista.